# Workers Playtime
Workers Playtime — студийный альбом английского фолк-рок музыканта Билли Брэгга, изданный 20 сентября 1988 года. Первоначально он был выпущен на лейбле Go! Discs, это его четвертый релиз, но третий полноформатный альбом. Он был переиздан на компакт-диске в сентябре 1996 года на лейбле Cooking Vinyl, а затем ремастирован, расширен и переиздан в 2006 году на лейбле Cooking Vinyl в Великобритании и на лейбле Yep Roc Records в Соединенных Штатах.
Альбом достиг 17-го места в британском хит-параде UK Albums Chart.
Он был признан номером 499 в рейтинге Колина Ларкина из третьего издания его книги «1000 лучших альбомов всех времён» (3-е издание, 2000).
Оригинальная обложка альбома имеет подзаголовок «Capitalism Is Killing Music», отсылающий к проводимой в то время Британской фонографической ассоциацией кампании «Home Taping Is Killing Music» («Домашние записи убивают музыку»).

## Отзывы
| Оценки критиков               | Оценки критиков |
| Источник                      | Оценка          |
| ----------------------------- | --------------- |
| AllMusic                      | [ 5 ]           |
| Robert Christgau              | B               |
| Record Mirror                 | [ 7 ]           |
| Rolling Stone                 | [ 8 ]           |
| Spin Alternative Record Guide | 5/10            |

Альбом получил положительные отзывы музыкальной критики и интернет-изданий.
Марк Деминг из AllMusic отметил, что «На этот раз песен о взлетах и падениях отношений у Брэгга больше (и они более приятны, чем полемические)… Альбом достигает своего лучшего момента, когда Брэгг музыкально и лирически сталкивается с противоречиями этого поворотного момента в своей карьере в великолепном финальном номере, „Waiting for the Great Leap Forwards“». Рецензент заключает в итоге: «В альбоме Workers Playtime есть немало приятных моментов, но он также стал первым настоящим разочарованием Брэгга и первым шагом в неопределенном втором акте его звукозаписывающей карьеры».

## Список композиций
Все треки написаны Билли Брэггом, кроме указанных.
Disc one
1. «She’s Got a New Spell» — 3:26
2. «Must I Paint You a Picture?» — 5:32
3. «Tender Comrade» — 2:50
4. «The Price I Pay» — 3:34
5. «Little Time Bomb» — 2:17
6. «Rotting on Remand» — 3:37
7. «Valentine’s Day is Over» — 4:53
8. «Life With the Lions» — 3:06
9. «The Only One» — 3:26
10. «The Short Answer» — 4:59
11. «Waiting for the Great Leap Forwards» — 4:35

Disc two (переиздание 2006 года)
1. «The Only One» (demo version) — 3:36
2. «The Price I Pay» (demo version) — 4:01
3. «Love Has No Pride» (Eric Kaz, Libby Titus) — 3:35
4. «That’s Entertainment» (Пол Уэллер) — 3:53
5. «She’s Got a New Spell» (demo version) — 2:44
6. «The Short Answer» (demo version) — 5:21
7. «Little Time Bomb» (demo version) — 2:21
8. «Bad Penny» (demo version) — 3:05
9. «Reason to Believe» (live) (Tim Hardin) — 2:12
10. «Must I Paint You a Picture?» (extended version) — 7:13
11. «Raglan Road» (live) (Патрик Каванах) — 3:46